# Санчо III (король Наварри)
Санчо III Великий (992 — 18 жовтня 1035) — король Наварри у 1000—1035 роках, визначний політичний та військовий діяч.

## Біографія

### Молоді роки
Походив із династії Хіменес. Син Гарсії II, короля Памплони (Наварри), та Хімени Фернандес. Втратив батька у 8 років. З цього моменту владу на себе узяла регентська рада, де провідну роль відігравали мати Хімена та бабуся Уррака з роду Фернандес. У 1004 році відбулася коронація Санчо, а з 1010 року він став фактичним володарем Наварри. Для зміцнення становища своєї країни одружився 1015 року з донькою могутнього графа Санчо Кастильського. Після цього вів приготування до війни з мусульманськими державами на Піренейському півострові.
1015 року Санчо витіснив мусульман з графства Собрарбе. У 1017 році він став протектором графства Кастилія за малолітнього брата своєї дружини Гарсії Санчеса. У 1018 році, скориставшись розбратом у графстві Рібагорса та правами своєї дружини, Санчо III приєднав значну частину цього графства до своїх володінь, а у 1025 році Раймунд III визнав себе васалом короля Наварри щодо іншої частини графства Рібагорса.

### Підкорення півночі Піренеїв

Мапа Пірінейських королівств за часів Санчо III Великого

У 1023 році змусив Беренгара Раймунда I Горбатого, графа Барселонського, визнати себе васалом Наварри. У 1023—1025 роках ці володарі обмірковували плани протидії як графам Тулузи, так й мусульманським емірам.
У 1029 році після вбивства Гарсії Санчеса, графа Кастилії, король Санчо III від імені свого сина Фернандо заволодів цим графством.
Водночас король Санчо III проводив політику щодо розширення своїх володінь на північ. Спочатку налагодив безпечний шлях з Гасконі до Галісії — Сантьяго-де-Компостела, створивши Шлях Святого Якова для пілігримів. Для цього уклав мирну угоду з Санчо VI, герцогом Гасконським. У 1032 році, після смерті останнього, король Наварри остаточного закріпив свою владу у Гасконі, зробивши її залежної від Наварри. Ще до того Санчо III створив декілька гірських віконств — Лапурді (1022 рік), Байонна й Бастан (1025 рік).
Після цих успіхів Санчо III спрямовав зусилля на підкорення Леонського королівства. Спочатку у 1032 році він намагався влаштувати шлюб свого сина Фернандо із сестрою короля Леона Бермудо III. Проте під час цих перемовин виникла суперечка щодо земель, які повинні були відійти до Наварри як посаг. Тоді у 1033 році Санчо III розпочав війну проти Леону. Спочатку захопив Астурію, завдавши поразки королю Бермудо III. Згодом, у 1034 році, Санчо III захопив столицю Леон, де коронувався як «Король іспанців». Втім подальшим планам Санчо III завадило його вбивство у Буреді 18 жовтня 1035 року.

## Стосунки із Церквою
Із самого початку правління Санчо III намагався спіробітничати з католицької церквою, її інституціями. Це необхідно було для внутрішнього зміцнення його володіння та обґрунтування претензій на володіння Піренеями. Так, Санчо III багато зробив для Клюнійського монастиря, підтримуючи його представників. За сприяння короля Наварри почалася розбудова бернардинських монастирів на Піренеях. У 1035 році Санчо III відновив спустошену єпархію Паленсія у Леонському королівстві.

## Родина
Дружина — Муніадона Санчес (995—1066)
Діти:
- Гарсія (1012—1054) — король Наварри з 1035 до 1054 року
- Гонсало (1014—1045) — граф Собрарбе та Рібагорси з 1035 до 1045 року
- Фердинанд (1016—1065) — граф Кастилії з 1029 року, король Кастилії і Леона з 1037 до 1065 року
- Бернардо (д/н — після 1024 року)
- Хімена (1018—1063) — дружина Бермудо III, короля Леона.
- Майор (д/н — 1044)

1 коханка
Діти:
- Раміро (1006—1063) — король Арагона з 1035 до 1063 рік